# Борис Михайлов (художник)
Вижте пояснителната страница за други личности с името Борис Михайлов.
Борис Михайлов е български художник.

## Биография и творчество
Борис Михайлов е роден на 21 септември 1868 г. в Казанлък. Завършил художествената академия във Флоренция 1892).
Преподавател е по рисуване в Сливен и София. Работил е като преподавател по декоративно изкуство и стилознание (1901 – 1921 г.) и директор (1918 – 1920 г.) на Художественото индустриално училище в София.
Работи в областта на декоративното изкуство. Излага творбите си в София и Флоренция. Монументални работи: завесата на работническия театър във Флоренция (1892 г.), декорацията на Синодалния параклис, София (1909 г.), стъклописът на мавзолея в Плевен (1907 г.), параклисът на Софийската семинария (1914 г.)и т.н. Участва в орнаменталното оформяне на стенописите и интериора за храм-паметника „Александър Невски“. Награден със сребърен и бронзов медал от Академията във Флоренция (1892 г.), почетни дипломи и 4 бронзови медала от Всемирното изложение в Сен Луис (1904 г.).
Борис Михайлов е женен за Елена Венедикова (1876 – 1903) от големия български род Венедикови от семейството на революционера Христо Венедиков.
Имат един син и една дъщеря: Мария Михайлова (1899 – 1991) и Михаил Михайлов (1895 – 1971).
Борис Михайлов почива на 14 юни 1921 г. в София.

## Галерия
- Зима
- Балчик
- Пейзаж
- Старата черква в Батак
- Охридското езеро, 1902 г.